# Belmont (miasto)
Belmont – miasto w Stanach Zjednoczonych, w stanie Wisconsin, w hrabstwie Lafayette.